# Bernd Oertwig

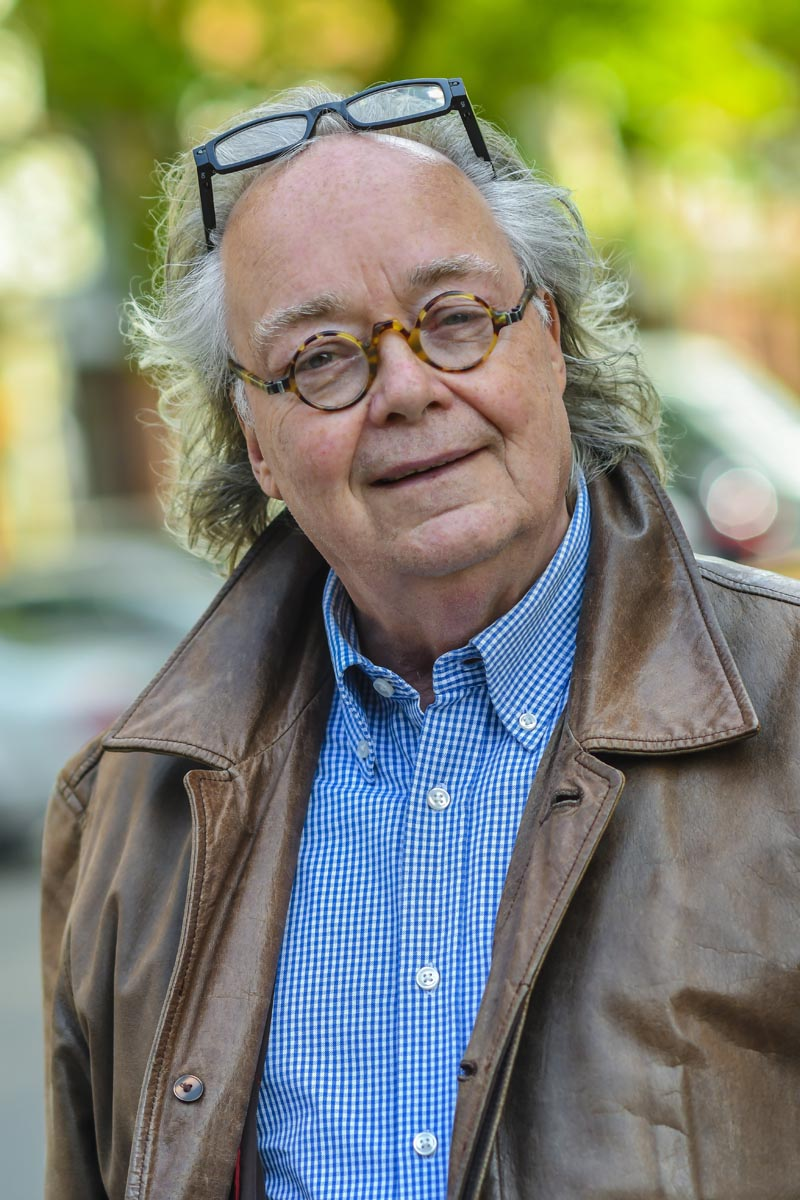
Bernd Oertwig 2019

Bernd Oertwig (* 5. September 1949 in Berlin) ist ein deutscher Journalist und Autor.

## Leben
Bernd Oertwig wuchs in Berlin auf. Er absolvierte eine Lehre als Schriftsetzer bei der Berliner Druckerei Büxenstein. Danach ging Oertwig für ein Zeitungsvolontariat für zwei Jahre zur „Harzburger Zeitung“ nach Bad Harzburg. Anschließend leitete er die Lokalredaktion der „Leine-Deister-Zeitung“ in Gronau/Leine, ehe er nach Berlin zurückkehrte. Bei der B.Z. war er zunächst Sportredakteur, später stellvertretender Lokalchef, Politikchef und Nachrichtenchef. 
Er begann ein nebenberufliches Studium beim Pilotprojekt „Journalisten-Weiterbildung“ an der Freien Universität Berlin unter Alexander von Hoffmann und schloss mit lic.rer.publ. ab. Ab Mitte der 80er Jahre arbeitete er als freiberuflicher Journalist für verschiedene Zeitschriften und Zeitungen im In- und Ausland, lebte neben Berlin in Wien, Hamburg und Köln, wo er unter anderem die Pressestelle des Vergnügungsparks „Phantasialand“ leitete. 
Seit Oktober 1989 ist er ausschließlich in Berlin und wurde nach dem Fall der Mauer Leiter des Ost-Berliner Büros der West-Berliner B.Z. Nach der Ressortleitung Politik bei BILD Neue Bundesländer übernahm er für kurze Zeit die Leitung der Lokalredaktion bei der B.Z., ehe er endgültig und bis heute Freiberufler ist. Er war seitdem Chefredakteur des Berliner Radiosenders 94,3 rs2, gründete mit seiner Frau Eva Oertwig die Fotoagentur SCHROEWIG und arbeitet heute ausschließlich als Journalist und Autor, unter anderem für das Internationale Auschwitz Komitee.

## Veröffentlichungen
- Bernd Oertwig: Berühmte Tote leben ewig. Berliner Schicksale. Verlag für Berlin-Brandenburg, Berlin 2019, ISBN 978-3-947215-58-4.
- Internationales Auschwitz Komitee: Zeichen des Zorns. Internationales Auschwitz Komitee, Berlin 2017.
- Bernd Oertwig: Noch eine Nacht. In: Short Story in Anthologie Schlaflos im Ellington. Band 2. Berlin 2016, ISBN 978-3-00-053453-9.
- Internationales Auschwitz Komitee: Die Menschen vor der Schrift. Über die jüdische Handwerkerfamilie Loevy. Internationales Auschwitz Komitee, Berlin 2012.[1]
- Bernd Oertwig: Rik DeLisle – Der Alte Ami erzählt seine Radiogeschichten. Holzinger-Verlag, Berlin 1997, ISBN 978-3-926396-42-6.
- Bernd Oertwig: Großstadtwölfe. Gladows Bande – der Schrecken von Berlin. Ullstein Buchverlage GmbH, Berlin 1981, ISBN 3-548-20152-0.